# 1989年全米オープン (テニス)
1989年 全米オープン（1989ねんぜんべいオープン、US Open 1989）は、アメリカ・ニューヨークマンハッタンにある「USTAナショナル・テニスセンター」にて、1989年8月28日から9月10日にかけて開催された。

## シード選手

### 男子シングルス
1. イワン・レンドル　（準優勝）
2. ボリス・ベッカー　（初優勝）
3. ステファン・エドベリ　（4回戦）
4. ジョン・マッケンロー　（2回戦）
5. マッツ・ビランデル　（2回戦）
6. アンドレ・アガシ　（ベスト4）
7. マイケル・チャン　（4回戦）
8. ブラッド・ギルバート　（1回戦）
9. ティム・メイヨット　（ベスト8）
10. アルベルト・マンシーニ　（4回戦）
11. ジェイ・バーガー　（ベスト8）
12. エミリオ・サンチェス　（3回戦）
13. ジミー・コナーズ　（ベスト8）
14. アーロン・クリックステイン　（ベスト4）
15. カール＝ウーベ・シュテープ　（3回戦）
16. アンドレイ・チェスノコフ　（4回戦）

### 女子シングルス
1. シュテフィ・グラフ　（優勝、大会2連覇）
2. マルチナ・ナブラチロワ　（準優勝）
3. ガブリエラ・サバティーニ　（ベスト4）
4. クリス・エバート　（ベスト8）
5. ジーナ・ガリソン　（ベスト4）
6. アランチャ・サンチェス・ビカリオ　（ベスト8）
7. マニュエラ・マレーバ・フラニエール　（ベスト8）
8. ヘレナ・スコバ　（ベスト8）
9. パム・シュライバー　（1回戦）
10. メアリー・ジョー・フェルナンデス　（1回戦）
11. ヤナ・ノボトナ　（2回戦）
12. モニカ・セレシュ　（4回戦）
13. ナタリア・ズベレワ　（4回戦）
14. カテリナ・マレーバ　（2回戦）
15. コンチタ・マルチネス　（4回戦）
16. ハナ・マンドリコワ　（3回戦）

## 大会経過

### 男子シングルス
準々決勝
- イワン・レンドル vs.  ティム・メイヨット　6-4, 6-0, 6-1
- アンドレ・アガシ vs.  ジミー・コナーズ　6-1, 4-6, 0-6, 6-3, 6-4
- アーロン・クリックステイン vs.  ジェイ・バーガー　3-6, 6-4, 6-2, 1-0 （途中棄権）
- ボリス・ベッカー vs.  ヤニック・ノア　6-3, 6-3, 6-2

準決勝
- イワン・レンドル vs.  アンドレ・アガシ　7-6, 6-1, 3-6, 6-1
- ボリス・ベッカー vs.  アーロン・クリックステイン　6-4, 6-3, 6-4

### 女子シングルス
準々決勝
- シュテフィ・グラフ vs.  ヘレナ・スコバ　6-1, 6-1
- ガブリエラ・サバティーニ vs.  アランチャ・サンチェス・ビカリオ　3-6, 6-4, 6-1
- ジーナ・ガリソン vs.  クリス・エバート　7-6, 6-2
- マルチナ・ナブラチロワ vs.  マニュエラ・マレーバ・フラニエール　6-0, 6-0

準決勝
- シュテフィ・グラフ vs.  ガブリエラ・サバティーニ　3-6, 6-4, 6-2
- マルチナ・ナブラチロワ vs.  ジーナ・ガリソン　7-6, 6-2

## 決勝戦の結果
- 男子シングルス： ボリス・ベッカー vs.  イワン・レンドル　7-6, 1-6, 6-3, 7-6
- 女子シングルス： シュテフィ・グラフ vs.  マルチナ・ナブラチロワ　3-6, 7-5, 6-1
- 男子ダブルス： ジョン・マッケンロー＆ マーク・ウッドフォード vs.  ケン・フラック＆ ロバート・セグソ　6-4, 4-6, 6-3, 6-3
- 女子ダブルス： マルチナ・ナブラチロワ＆ ハナ・マンドリコワ vs.  パム・シュライバー＆ メアリー・ジョー・フェルナンデス　5-7, 6-4, 6-4
- 混合ダブルス： シェルビー・キャノン＆ ロビン・ホワイト vs.  リック・リーチ＆ メレディス・マグラス　3-6, 6-2, 7-5

## みどころ
- 34歳を迎えたクリス・エバートが、この大会を最後に現役を引退した。エバートは4大大会女子シングルスで「18勝」（全豪オープン2勝＋全仏オープン7勝＋ウィンブルドン3勝＋全米オープン6勝＝総計18勝）を記録した名選手で、全米オープンは1975年-1978年に大会4連覇があり、その後1980年・1982年にも優勝した。全米オープン6勝は、モーラ・マロリーの8勝、ヘレン・ウィルス・ムーディの7勝に次ぐ女子歴代3位記録。最後の試合では、準々決勝で第5シードのジーナ・ガリソンに 6-7, 2-6 で敗れた。
- 男子シングルス優勝者のボリス・ベッカーが、ウィンブルドンに続く4大大会2連勝を達成。女子シングルス優勝者のシュテフィ・グラフと合わせて、2大会連続で“西ドイツ・アベック優勝”と呼ばれた。